# Половино-Черемхово
Половино-Черемхово — село в Тайшетском районе Иркутской области России. Административный центр Половино-Черемховского муниципального образования.

## География
Село находится на расстоянии примерно 29 км к северо-западу от города Тайшет, административного центра района.

## Население
| 2002 | 2010 | 2011 | 2012 |
| ---- | ---- | ---- | ---- |
| 879  | ↘776 | ↘773 | ↘741 |

### Половой состав
По данным Всероссийской переписи, в 2010 году в селе проживало 776 человек (376 мужчин и 400 женщин).